# Bobby Ryan

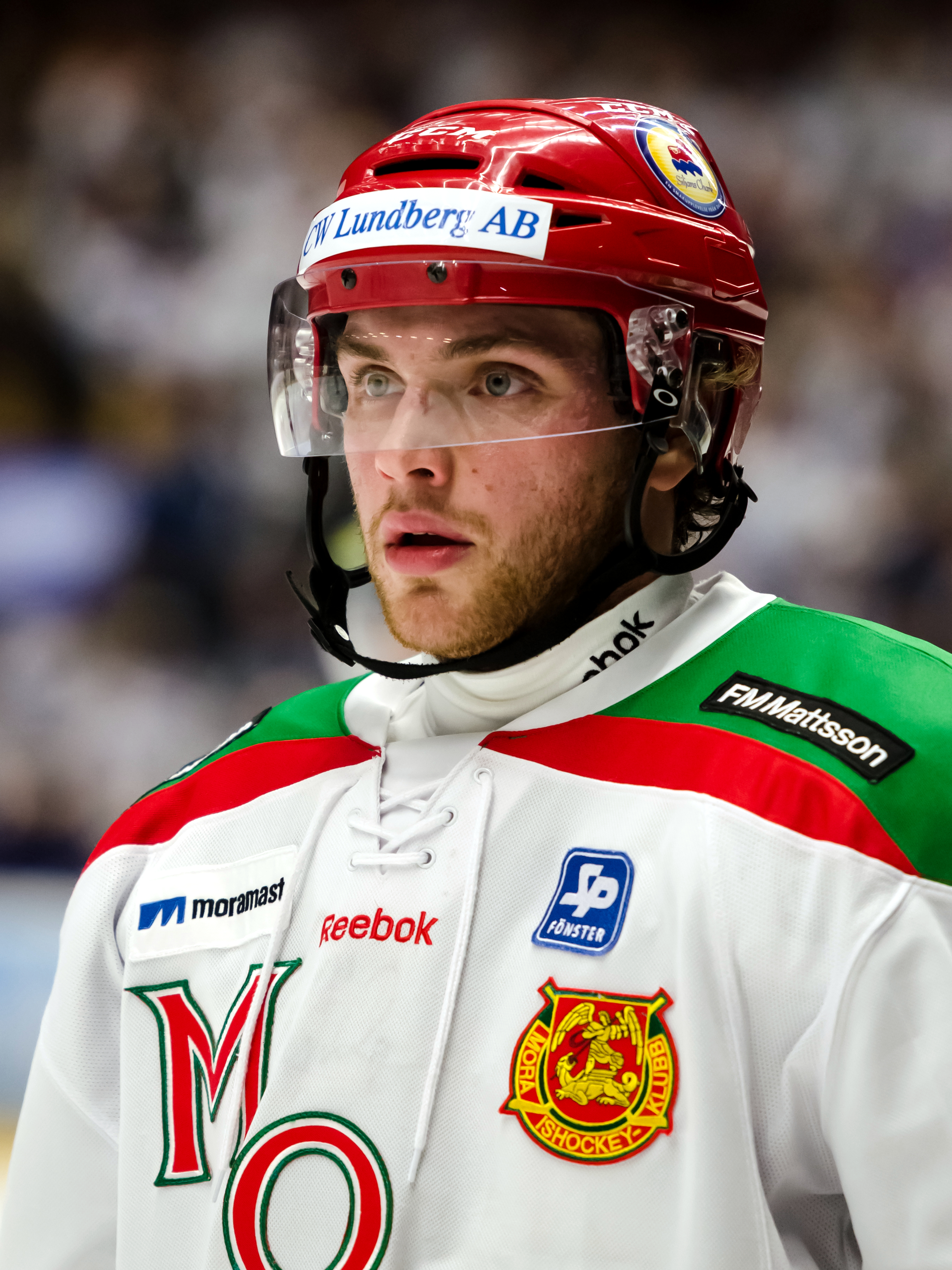
Bobby Ryan spelade för Mora IK i Hockeyallsvenskan under NHL-lockouten 2012-2013.

Bobby Ryan, född 17 mars 1987 som Robert Shane Stevenson, är en amerikansk före detta professionell ishockeyspelare som spelade flera säsonger i NHL.
Han har spelat på NHL-nivå för Ottawa Senators, Anaheim Ducks och Detroit Red Wings.
Han valdes som andre spelare totalt i 2005 års NHL-draft och utgjorde då tillsammans med bland andra Patrick Kane USA:s ishockeyframtid.
Bobby Ryan fick sitt stora genombrott säsongen 2008–09 då han svarade för 31 mål och totalt 57 poäng på 64 spelade matcher i NHL.

## Statistik

### Klubbkarriär
| 2003–04    | Owen Sound Attack | OHL        | 65  | 22  | 17  | 39  | 52  | 7  | 1  | 2  | 3  | 2  |
| 2004–05    | Owen Sound Attack | OHL        | 62  | 37  | 52  | 89  | 51  | 8  | 2  | 7  | 9  | 8  |
| 2005–06    | Owen Sound Attack | OHL        | 59  | 31  | 64  | 95  | 44  | 11 | 5  | 7  | 12 | 14 |
| 2006–07    | Owen Sound Attack | OHL        | 63  | 43  | 59  | 102 | 66  | 4  | 1  | 1  | 2  | 2  |
| 2006–07    | Portland Pirates  | AHL        | 8   | 3   | 6   | 9   | 6   | —  | —  | —  | —  | —  |
| 2007–08    | Anaheim Ducks     | NHL        | 23  | 5   | 5   | 10  | 6   | 2  | 0  | 0  | 0  | 2  |
| 2007–08    | Portland Pirates  | AHL        | 48  | 21  | 28  | 49  | 38  | 16 | 8  | 12 | 20 | 18 |
| 2008–09    | Iowa Chops        | AHL        | 14  | 9   | 10  | 19  | 19  | —  | —  | —  | —  | —  |
| 2008–09    | Anaheim Ducks     | NHL        | 64  | 31  | 26  | 57  | 33  | 13 | 5  | 2  | 7  | 0  |
| 2009–10    | Anaheim Ducks     | NHL        | 81  | 35  | 29  | 64  | 81  | —  | —  | —  | —  | —  |
| 2010–11    | Anaheim Ducks     | NHL        | 82  | 34  | 37  | 71  | 61  | 4  | 3  | 1  | 4  | 2  |
| 2011–12    | Anaheim Ducks     | NHL        | 82  | 31  | 26  | 57  | 53  | —  | —  | —  | —  | —  |
| 2012–13    | Mora IK           | HA         | 11  | 10  | 3   | 13  | 8   | —  | —  | —  | —  | —  |
| 2012–13    | Anaheim Ducks     | NHL        | 46  | 11  | 19  | 30  | 17  | 7  | 2  | 2  | 4  | 0  |
| 2013–14    | Ottawa Senators   | NHL        | 70  | 23  | 25  | 48  | 45  | —  | —  | —  | —  | —  |
| 2014–15    | Ottawa Senators   | NHL        | 78  | 18  | 36  | 54  | 24  | 6  | 2  | 0  | 2  | 0  |
| 2015–16    | Ottawa Senators   | NHL        | 81  | 22  | 34  | 56  | 28  | —  | —  | —  | —  | —  |
| NHL totalt | NHL totalt        | NHL totalt | 607 | 210 | 237 | 447 | 348 | 32 | 12 | 5  | 17 | 4  |

### Internationellt
| År            | Lag           | Turnering     | Resultat      |    | Matcher | Mål | Assist | Poäng | Utv |
| ------------- | ------------- | ------------- | ------------- | -- | ------- | --- | ------ | ----- | --- |
| 2006          | USA           | JVM           | 4:a           | 7  | 3       | 4   | 7      | 0     |     |
| 2010          | USA           | OS            | 2             | 6  | 1       | 1   | 2      | 2     |     |
| 2012          | USA           | VM            | 7:a           | 8  | 5       | 2   | 7      | 0     |     |
| Junior totalt | Junior totalt | Junior totalt | Junior totalt | 7  | 3       | 4   | 7      | 0     |     |
| Senior totalt | Senior totalt | Senior totalt | Senior totalt | 14 | 6       | 3   | 9      | 2     |     |